# Pattalinus lineatus
Pattalinus lineatus là một loài bọ cánh cứng trong họ Cerambycidae.